# Françoise Rosay
Françoise Rosay, pseudonimo di Françoise Bandy de Nalèche (Parigi, 19 aprile 1891 – Montgeron, 28 marzo 1974), è stata un'attrice francese.

## Biografia
È stata interprete cinematografica e teatrale dal notevole temperamento drammatico. Figlia d'arte, esordì sul palcoscenico nel 1908 e, dopo aver tentato anche l'attività di cantante lirica, si affermò definitivamente come attrice di prosa.
In seguito, sposatasi con il regista Jacques Feyder, passò al cinema interpretando prevalentemente film diretti dal marito tra cui La kermesse eroica (1935) dove diede la migliore prova del suo talento. Ebbe ruoli significativi anche in film diretti da altri registi, come René Clair in I due timidi (1928), Marcel Carné in Jenny, regina della notte (1936), e Julien Duvivier in Carnet di ballo (1937).
Attrice d'impostazione teatrale secondo la migliore scuola francese, la Rosay ha costruito con grande estro personaggi di carattere, pur indulgendo talvolta alla facilità delle sue risorse interpretative. Nel secondo dopoguerra l'attività cinematografica non le ha impedito di tornare frequentemente al teatro sia in Europa che negli Stati Uniti.

## Filmografia parziale

### Cinema
- L'evasione del morto, 5º episodio de I vampiri (Les Vampires: L'Evasion du mort), regia di Louis Feuillade (1915)
- Gribiche, regia di Jacques Feyder (1926)
- I due timidi (Les Deux Timides), regia di René Clair (1928)
- Jenny Lind, regia di Arthur Robison - versione francese di A Lady's Morals (1931)
- Échec au roi, regia di Leon D'Usseau, Henri de la Falaise (1931)
- Le Rosier de Madame Husson, regia di Bernard Deschamps (1932)
- Tambour battant, regia di André Beucler e Arthur Robison (1933)
- La donna dai due volti (Le Grand jeu), regia di Jacques Feyder (1934)
- Pensione Mimosa (Pension Mimosas), regia di Jacques Feyder (1935)
- La kermesse eroica (La Kermesse héroïque), regia di Jacques Feyder (1935)
- Marie des Angoisses, regia di Michel Bernheim (1935)
- Jenny, regina della notte (Jenny), regia di Marcel Carné (1936)
- Die klugen Frauen, regia di Jacques Feyder (1936)
- Carnet di ballo (Un carnet de bal), regia di Julien Duvivier (1937)
- Lo strano dramma del dottor Molyneux (Drôle de drame ou L'étrange aventure du Docteur Molyneux), regia di Marcel Carné (1937)
- Scacco alla regina (Le Joueur d'échecs), regia di Jean Dréville (1938)
- Bufera d'amore (Le Ruisseau), regia di Maurice Lehmann e Claude Autant-Lara (1938)
- Nomadi (Fahrendes Volk), regia di Jacques Feyder (1938)
- Dodici donne (Elles étaient douze femmes), regia di Georges Lacombe (1940)
- I figli del mare (Johnny Frenchman), regia di Charles Frend (1945)
- L'albergo della malavita (Macadam), regia di Jacques Feyder e Marcel Blistène (1946)
- Sarabanda tragica (Saraband for Dead Lovers), regia di Basil Dearden (1948)
- Donne senza nome, regia di Géza von Radványi (1950)
- Accadde in settembre (September Affair), regia di William Dieterle (1950)
- Maria Chapdelaine, regia di Marc Allégret (1950)
- La penna rossa (The 13th Letter), regia di Otto Preminger (1951)
- I figli di nessuno, regia di Raffaello Matarazzo (1951)
- Arriva Fra' Cristoforo... (L'auberge rouge), regia di Claude Autant-Lara (1952)
- La superbia, episodio di I sette peccati capitali, regia di Claude Autant-Lara (1952)
- Chi è senza peccato..., regia di Raffaello Matarazzo (1952)
- Sul ponte dei sospiri, regia di Antonio Leonviola (1953)
- La regina Margot (La Reine Margot), regia di Jean Dréville (1954)
- La principessa di Mendoza (That Lady), regia di Terence Young (1955)
- Ragazze d'oggi, regia di Luigi Zampa (1955)
- Il settimo peccato (The Seventh Sin), regia di Ronald Neame (1957)
- Interludio (Interlude), regia di Douglas Sirk (1957)
- Io e il colonnello (Me and the Colonel), regia di Peter Glenville (1958)
- Il giocatore (Le Joueur), regia di Claude Autant-Lara (1958)
- Non sono più guaglione, regia di Domenico Paolella (1958)
- L'urlo e la furia (The Sound and the Fury), regia di Martin Ritt (1959)
- Il re dei falsari (Le Cave se rebiffe), regia di Gilles Grangier (1961)
- ...e la donna creò l'uomo, regia di Camillo Mastrocinque (1964)
- Il giorno dopo (Up from the Beach), regia di Robert Parrish (1965)
- Sotto il tallone (La Métamorphose des cloportes), regia di Pierre Granier-Deferre (1965)
- La 25ª ora (La Vingt-cinquième heure), regia di Henri Verneuil (1967)
- Non bisogna scambiare i ragazzi del buon Dio per delle anatre selvatiche (Faut pas prendre les enfants du bon Dieu pour des canards sauvages), regia di Michel Audiard (1968)
- 7 cervelli per un colpo perfetto (Trois milliards sans ascenseur), regia di Roger Pigaut (1972)
- Il pedone (Der Fußgänger), regia di Maximilian Schell (1973)

### Televisione
- Navy Log – serie TV, episodio 3x29 (1958)

## Doppiatrici italiane
- Giovanna Scotto in Accadde in settembre, Arriva Fra' Cristoforo..., I sette peccati capitali, Chi è senza peccato..., Interludio, Ragazze d'oggi
- Tina Lattanzi in I figli di nessuno, Sul ponte dei sospiri, La principessa di Mendoza
- Wanda Tettoni in L'urlo e la furia
- Lola Braccini in Il re dei falsari
- Franca Dominici in Sotto il tallone